# 魔王降臨!
『魔王降臨!』（まおうこうりん）は、吉野匠による日本のライトノベル。イラストは藤井和秋が担当している。ジグザグノベルズから刊行されている。発売直後に出版社の都合で絶版になっていたが、約6年後に大幅な修正と書き下ろし中編を追加した『真・魔王降臨!』（しんまおうこうりん）を発売している。

## 登場人物

### メインキュラクター
藤城 耕作(ふじしろ こうさく)
本作の主人公。魔王ヴァルドスの転生体だが、本人には自覚がない。
杉村 雪絵(すぎむら ゆきえ)
母親が魔界人、父親が地球人(日本人)のハーフ。
神家城 望夢(かみやしろ のぞむ)
双子の兄。
神家城 麻耶(かみやしろ まや)
双子の妹。

### 魔界人
エリシアル
魔王ヴァルドスの血を与えられた者の一人。
デュカキス・フォン・ブルームエッジ
フォン・ブルームエッジは自称の名前。
セレン
魔王の愛娘。耕作に最初にあった時に、ミカエルと名乗った。
魔王ヴァルドスの血を与えられた者の一人だが、他の人より与えられた量が大きい。
ヴァルドス
魔界の頂点。
グロアム

レイミ

杉村 -(すぎむら)
雪絵の母親。争いばかりの魔界が嫌で、人間界に流れてきた、アウトサイダーと呼ばれる魔人。亡くなっている。大怪我をしてその治療のために、魔王ヴァルドスの血を与えられた者の一人。
魔王ヴァルドスの血をいただいた後、すぐに人間界へ来た。雪絵を生んだのは人間界である。

### その他
瀬川　太一郎 (せがわ　たいちろう)
耕作の悪友。
木島 -（きじま）
太一郎の友達の一人。
桜井　-（さくらい）
太一郎の友達の一人。

## 書籍

### 小説
ジグザグノベルズから刊行されている。発売直後に出版社の都合で絶版になった。
|   | タイトル   | 発売日       | ISBN              |
| - | ---------- | ------------ | ----------------- |
| 1 | 魔王降臨!1 | 2007年3月5日 | 978-4-434-10276-9 |

このライトノベルがすごい!文庫から刊行されている。
|   | タイトル       | 発売日        | ISBN              |
| - | -------------- | ------------- | ----------------- |
| 1 | 真・魔王降臨!1 | 2013年3月23日 | 978-4-8002-0869-9 |
| 2 | 真・魔王降臨!2 | 2013年4月24日 | 978-4-8002-0873-6 |